# 索马里内战
索马里内战（阿拉伯语：الحرب الأهلية الصومالية；英语：Somali Civil War）是指索马里从1991年持续至今的武装冲突。

## 背景
索马里是一个历史悠久的国家，其在公元前2000年就已经受到古埃及的影响，但由于其地理环境恶劣，其历史上没有形成过稳定的封建性质的统一国家，虽然索马里人分布广泛，但大多数时候都是以部族和部落联盟的形式进行统治。这导致索马里人对部落的依附更强，对国家的认同远不及对所属部落的认同。
索马里在19世纪末先后被意大利和英国入侵，意大利统治非洲之角到摩加迪沙的区域，英国则是在索马里北部沿海建立了索马里兰保护国。1960年6月1日，索马里国自英国独立，同月26日，改名为索马里兰，5天后就与同日自意大利独立的索马里达成协议，合并建立了索马里共和国。1969年，索马里发生政变，最高革命委员会取得政权并建立社会主义国家后，对各地各部族的地方主义、部族政治进行打压，造成很多部族对政府的不满和各方矛盾加剧。
1977-1978年的欧加登战争的失败严重损害了索马里的经济和领导人的威望，战前索马里政府花费巨资进口武器装备，引起经济困难问题。该国本身工业规模就很弱小，城市化水平很低，大部分国民仍旧按照部落制度过着游牧和半定居的生活，因此对国家缺少认同感。当经济问题蔓延到各行各业，民众的不满与日俱增，因此索马里民主共和国的局势开始动荡。1988年，索马里北部出现动荡，索马里政府派军队清剿，导致大量无辜平民伤亡，据称有20万伊萨克部族的人遭到杀害。这类事件加剧了各部族之间的冲突和仇恨。
1991年苏联解体，索马里民主共和国随即垮台。此前由于欧加登战争的影响，军方在索马里各地都有军火储备，但军队也受到部族政治的影响，因此在政府垮台后立刻军阀化，在索马里境内形成割据势力。

## 總統垮臺 雙方混戰（1986—1992年）
內戰第一階段，源於反對索馬里穆罕默德·西亞德·巴雷總統高壓政權的叛亂。1991年巴雷總統被推翻後，發生了一場反革命，企圖令他能夠重新領導國家。
然而越來越多的暴力事件，令混亂的局面演變成為一場人道主義危機，而全國则陷於無政府狀態。1991年，索馬里蘭共和國宣布獨立，以設法与產生更多激战的南部地區有所隔絕。索馬里蘭共和國並未獲得國際社會的正式承認。其疆域主要在索馬利亞的西北部地區，介於吉布提共和國和索馬里東北部邦特兰地區之間。

## 聯合國介入 減輕饑荒（1992—1995年）

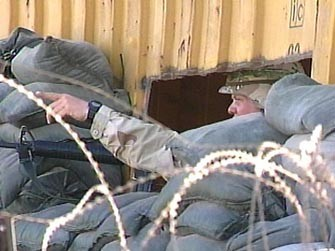
一名美國狙擊小組士兵在進入摩加迪休港口處的據點指示狙擊手標定狙擊目標（1994年1月）

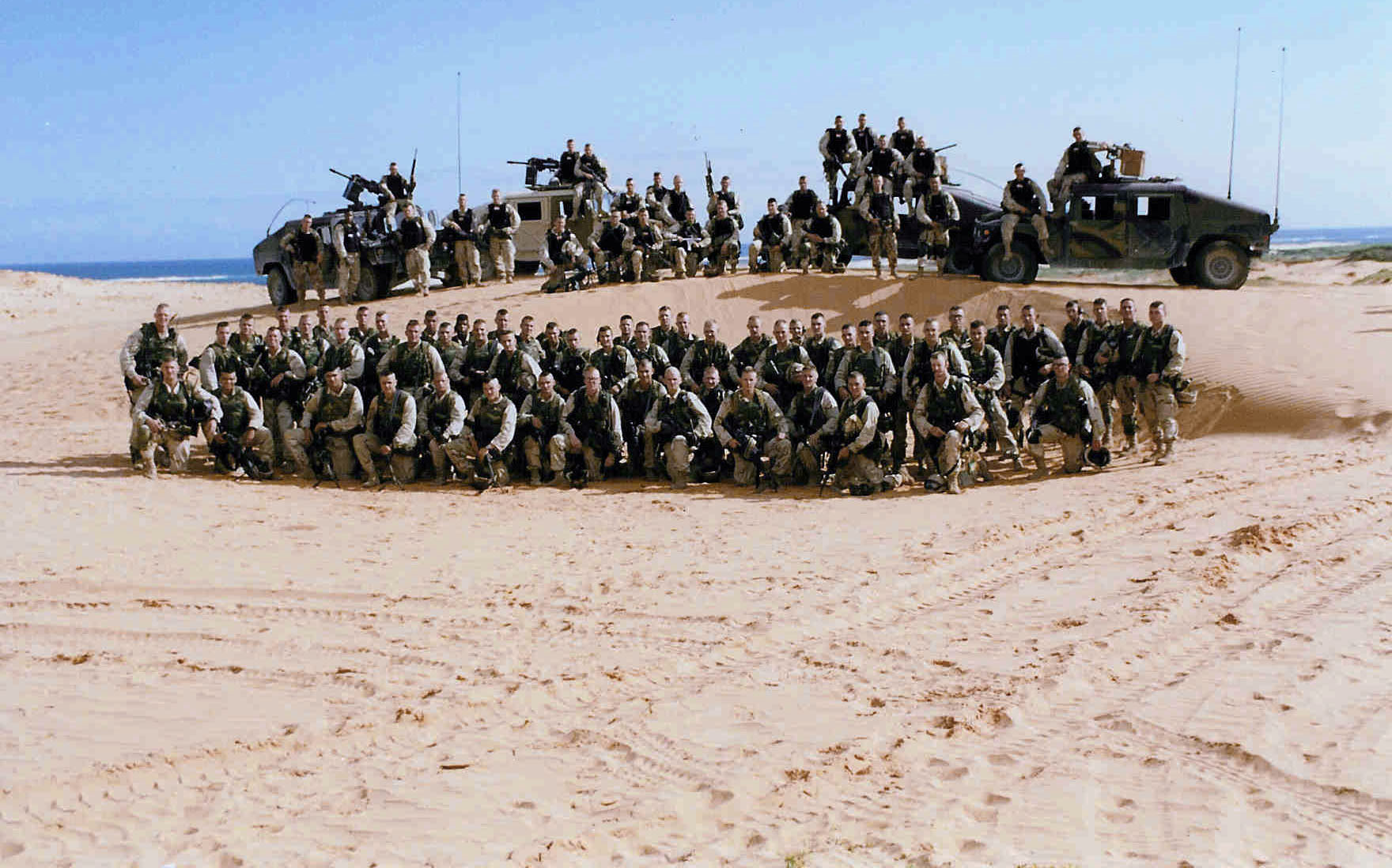
1993年的美軍介入部隊，第75步兵團

联合国安理會根據第733號決議案和聯合國安理會第746號決議案，組織第一期聯合國索馬里行動，首要任務是向索馬里人民提供人道主義救濟行動，並幫助已經解散中央政府的索馬里恢復社會秩序。
安理會於1992年12月3日，一致通過第794號決議案，批准成立以美國為首的聯合國索馬里維和部隊。其任務是確保人道主義援助物品能夠實際分發到當地居民的手里，並且在索馬里重建和平的社會。聯合國索馬里維和部隊於1993年抵達索馬里，並開始一項為期兩年的工作，以減輕飢荒問題。

剛果石油公司在美國海軍陸戰隊登陸之前，出借它在摩加迪沙公司的樓房給美國駐索馬利亞大使館當臨時行館也有一些日子。而且最初美國布希總統政府團隊的特使團也用這座樓房作為臨時總部。並未證實索馬里有油藏，不過在脫離中央的邦特蘭地區被認為可能有些油藏量，然而至今石油的探查結果仍然存有爭議。索马里过渡联邦政府（TFG）已經警告過投資者，除非國家情況回復到像以前一樣的穩定，否則不要進行投資。
1993年6月及10月之間，摩加迪休地方軍閥部隊與聯合國索馬里維和部隊之間爆發多場槍戰，結果造成24名巴基斯坦軍士兵與19名美軍士兵死亡（全部美國士兵陣亡31名）。大多數阵亡的維和部隊及美國部隊士兵均陣亡於摩加迪休之戰，也有超過1,000名索馬里地方軍閥士兵死於這場戰役。這場戰役隨後改寫成小說《黑鹰坠落》及拍成電影黑鷹坠落。聯合國索馬里維和部隊隨後於1995年3月3日撤出索馬里，不過也已經造成相當人員的傷亡。

## 四分五裂 爭取自治（1998—2006年）

索馬里內戰、戰鬥區域分布圖，2006年12月25日

1998年至2006年間，索馬里境內有不少地區发表獨立宣言。不過這些地區不像索馬里蘭宣告脫離索馬里，而只是想要自治。
1998年，邦特蘭宣布“臨時”獨立，並表示它將會參加任何索馬里的和解調停，組成新的中央政府。同年，南方的朱巴蘭也宣告獨立。
第三个宣告獨立的組織是1999年成立的拉漢文抵抗軍（RRA），此組織活動地區是邦特蘭的邊界沿線一帶。這次RRA「短暫」的分離行動於2002年重申。接著就有索马里西南国的獨立出現。1999年，RRA早就已經對索馬里中央及南部地區拜州及巴科勒州進行行政上的獨立自治。而朱巴蘭地區顯示出被索馬里西南國所圍繞，也因此她的政治地位到目前為止還不明朗。
第四支宣告獨立的組織是2006年由加勒穆杜格地區針對聯合伊斯蘭法庭的武裝力量的增強而宣布。尽管索馬里蘭脱离索馬里走向宣布完全獨立的道路，但被許多索馬里人視為一個自治政府實體。
而在1998到2006年期間，也出現不同的軍事調停行動會議，目的是為針對各方武力消長所推出來的方案。這些調停行動會議有泛部族間的過渡國家政府（TNG）、索馬里和解與重建委員會（SRRC）等，這些調停組織最終也打下了2004年11月建立的索马里过渡联邦政府（TFG）的基礎。然而，這段期間軍閥及部族間的暴亂衝突仍然持續著，而這時所謂國家軍事力量的控制能力也仅仅稍微及於索馬里各地區。

## 伊斯蘭法庭興衰 衣索比亞介入 組過渡政府（2006—2009年）
2004年，索马里过渡联邦政府（TFG）於肯尼亞内罗毕建立。索馬里的局勢仍然过于混亂，以致各武裝派系還是不能意見一致地在摩加迪沙開會商討統一大計。之後在2006年初，TFG進一步在拜多亞建立臨時政府。
同時在2006年初，出現一个名為恢復和平與反恐聯盟（ARPCT）的組織，是由非宗教性、以摩加迪沙為基地的軍閥組成的武裝團體。ARPCT組織反對以伊斯蘭教法為導向的聯合伊斯蘭法庭（ICU）的崛起，其時ICU已經在迅速加強武力。ARPCT还得到來自美國中央情报局的金援。也因此，整個地區情勢更加嚴峻，進一步地導致首都地區的衝突不斷提升。

### 聯合伊斯蘭法庭的势力膨胀
至2006年6月，ICU於摩加迪休戰役后成功奪取首都摩加迪休，並將ARPCT逐出摩加迪休，之後成功說服或以武力強迫其他軍閥加入他們這一派。在他們打到邦特蘭邊界地區以及接收朱巴蘭南區及中區之後，ICU的势力逐漸擴大。
伊斯蘭基本教義派不斷增強力量，伊斯蘭好戰份子不斷擴大伊斯蘭基本教義派與索馬里其它派系間的軍事衝突。其它派系包括索马里过渡联邦政府（TFG），邦特兰以及加勒穆杜格，後者這些派系組成自治政府，其目的着重于抵抗伊斯蘭基本教義派組織的武裝攻擊。如此嚴峻的情勢，也導致埃塞俄比亚的介入。埃塞俄比亚的立場是支持非宗教性的索馬里武裝組織。ICU也聲稱獲得埃塞俄比亚的對手厄立特里亚及外國聖戰者的支持，还針對埃塞俄比亞佔領了索馬里的蓋多州以及在拜多亞周圍地區部署軍隊的行動而發起聖戰。

### 聯合伊斯蘭法庭對埃塞俄比亞介入的戰鬥及潰敗
2006年12月，ICU與TFG开战，此役名為拜多亞戰役。戰鬥涉及索馬里穆杜格州地區的城鎮班迪拉德里與希蘭州地區的城鎮貝蘭德文等地。ICU主要作戰目的是用武力將埃塞俄比亞武裝部隊逐出索馬里領土。然而，ICU在所有的主要戰役均被擊敗，接著被迫撤出摩加迪休。12月27日喬哈爾戰役中經過最後的短暫戰鬥之後，ICU的領導下台。
緊接著吉利布戰役在2006年12月31日开始，基斯马尤因此在2007年1月1日落到TFG及埃塞俄比亚武裝部隊的手里。總理阿里·穆罕默德·蓋地呼籲全國進行索馬里非武裝化。

### 美國的介入
2007年1月，自聯合國在1990年代開始在索馬里軍事部署以來，美國官方第一次軍事介入調停行動。此次軍事調停行動是由美國空軍AC-130空中砲艇對伊斯蘭基本教義派所盤據的拉斯坎坡里地區進行空襲行動，其中部分的計劃是要擒捉或是擊殺這些基地組織的活动分子。這些活动分子大都潛伏在ICU武裝組織當中。不確定的報告也指出，美軍顧問自戰爭開打以來、就出現在埃塞俄比亞以及索馬里過渡聯合政府（TFG）的武裝部隊里。美國海軍也部署在近海地區，以防止伊斯蘭叛亂分子從海路逃竄，而且與肯尼亞交界地區亦被封鎖，非經許可不得進出。

### 伊斯蘭基本教義派的叛亂與部族間的戰鬥再起
ICU武裝組織的部隊一從戰場上潰敗下來，這些殘兵敗將就轉而開始進行游击战，持續對抗埃塞俄比亞以及索馬里過渡聯合政府（TFG）的武裝部隊。同時，隨著對ICU戰事的結束，原有的部族間衝突也继续進行。
為了建立地區安全，一項名為非洲联盟驻索马里特派团（AMISOM）的提案授權向索馬里派遣多達8,000人的維安部隊。這次行動任務擴大非洲國家間的軍事活動領域，也分擔早期由政府間發展管理局（IGAD）下非洲之角國家間組織所籌劃的軍事行動任務。
失去占領區後，ICU內部發生分裂，強硬派堅持武裝鬥爭，進而成立了伊斯蘭黨（領導為哈桑·達希爾·阿韋斯），而ICU也分裂出青年側翼派系伊斯蘭青年黨（為ICU的側翼「青年黨部」；領導為莫克塔·阿里·祖貝爾）等之組織。而這些與ICU有關聯的伊斯蘭基本教義派組織也不斷的籌劃進行各種叛乱、綁架等行動，誓言推翻谢赫·谢里夫·谢赫·艾哈迈德總統及歐馬·阿布迪拉夏得·阿里·夏爾馬克總理所帶領的TFG政府，也堅決反對外國軍隊駐扎在索馬里。

## 索馬里戰事（2009年）
埃塞俄比亚军队撤出後，以索马里联邦军成为今后战争的主力，并在之后从极端武装手中夺取了80%的土地。自从1989年西亚德政权被推翻后，统治索马里的不是各种混乱的民兵组织，就是残暴的极端分子，而联邦政府给这个国家带来了希望。他们曾经风雨飘摇，被认为很快就会灭亡，但经过9年的战斗，他们成功崛起。由于中央权威的重新确立，除了索马里兰之外的其他省邦都加入了联邦。
2009年1月1日：在摩加迪沙以南18英里的Afgoi地区，一位索马里记者记录了一场发生在极端武装和温和派穆斯林之间的战斗，伤亡不明。
一名联邦政府议员在Baidoa被暗杀。
1月2日：极端武装袭击了Bakara Market，杀死8名平民。
3日：在摩加迪沙以北270英里的Guri'el，拥护联邦的温和派穆斯林民兵与极端武装爆发了战斗，3名联邦民兵与2名极端武装死亡。
4日：40名平民死于Galgaduud地区的战争。
5日：埃塞俄比亚军队将极端武装逐出Qansah Dheere，一名士兵阵亡。
6日：联军与极端武装在Guriel战斗，4名联邦民兵与2名极端武装死亡。
25日：埃塞俄比亚军队完全撤出索马里。
4月2日：一艘外国海军战舰在邦特兰沿海向海盗开火，杀死一名海盗。
5日：联军发现并杀死了一名极端武装。在Lower Jubba镇，一些青年党士兵与他们的指挥官发生冲突，4人死亡，超过10人受伤,。
12日：美国特种部队从亚丁湾解救了一名被海盗绑架的海员，并打死3名海盗。
22日：联邦军收复了中部的一座城镇，一名士兵阵亡，3名极端分子被打死。
5月7日-14日：极端武装在首都大举进攻，经过7天的战斗，联军击退了极端武装，18名联邦民兵和29名极端武装死亡。
13日-15日：极端武装攻击了中部的Mahas镇，2名联邦军和2名极端武装阵亡。随后极端武装夺取了该镇周边的一些村庄，4名联邦军和5名极端武装阵亡。
15日-17日：在贯穿整个中部的战斗中，极端武装遭受大败，47人被打死，联邦军仅损失2人。极端武装夺取了首都北部的Jowhar镇，3名联邦民兵阵亡。
22日-23日：联邦军在首都发起攻势，Bakarra区的极端武装投降，13名极端武装被打死，4名联邦军阵亡。
24日，一名极端分子驾驶SUV试图自杀式袭击联邦军营，但是他在接近军营时被打死。
26日，伊斯兰法院联盟与青年党在Jowher火拼，各有5人死亡。
27日，7名极端武装在首都的战斗中死亡。
28日，极端武装袭击了联军的一只运输队，4名联军和4名极端武装死亡。
6月1日-4日，联邦军在首都摩加迪沙北部发起攻势，攻占了一些街区，至此他们控制了首都18个区中的16个。13名联邦军和10名极端武装死亡。
5日，极端武装攻占了索马里中部的Wabho镇，20名联邦民兵和10名极端武装死亡。
6日，Wabho镇的乡村激战继续，11名联邦民兵和14名极端武装死亡。
17日摩加迪沙爆发战斗，2名联邦军和1名极端武装死亡。
7月12日，极端武装在攻打摩加迪沙北部的Villa区的战斗中遭受大败，40人死亡，联军阵亡6人，其中3人是联邦军。
22日，在首都摩加迪沙北部和南部相继爆发战斗，联邦军阵亡3人，极端武装死亡3人。
22日-23日，Wahbo镇战火再起，6名联邦民兵和10名极端武装死亡。

## 索馬里戰事（2010年）
2010年3月12日索馬里政府軍（TFG）在非洲聯盟駐索馬里特派團部隊的火力支援下和反政府武裝組織在首都摩加迪沙持續地進行戰鬥，自10日以來已造成約60人死亡。200多名重武裝的伊斯蘭黨分子於2010年5月2日清晨未發一槍一彈就長驅直入索馬利亞海盜的主要根據地哈拉尔代雷鎮，並占領警察局等戰略要地。
伊斯蘭黨領導哈桑·達希爾·阿韋斯告訴英国广播公司，伊斯蘭黨要在當地實施嚴格的伊斯蘭教法來結束海盜行為。索马里青年党於2010年8月23日下午攻擊首都摩加迪休市區穆納酒店並開槍掃射造成大量傷亡。
索马里通讯部公布的死亡人数为31人。索马里第二副总理易卜拉欣告诉记者，攻擊造成19名平民、6名过渡议会议员、5名安全部队人员、2名酒店工人，和2名伊斯蘭青年黨攻擊者死亡。截至當天下午15點，死亡人數已經上升到33人，議員的死亡人數達到10人。據醫生統計，受傷人數超過了100人。英国广播公司報導，伊斯蘭青年黨發言人Sheikh Ali Mohamoud Rage表示，攻擊行動為該黨「特戰部隊」所做。事後，索馬利亞副總理伊比斥責「伊斯蘭青年黨」在伊斯蘭賴買丹月遂行攻擊。
2010年的索馬里情勢已造成索馬里的地方政府及伊斯蘭黨、伊斯蘭青年黨各方勢力都盤算要和索馬里海盜集團聯合陣線，以強固擴張己方的地盤及利益。不過有的海盜集團強調建立自己的武力，據穆杜格州荷比歐港的海盜頭子默罕默德·噶凡吉說他們用擄船贖金建立一小型步兵師可以用來捍衛自己的利益，以抵禦伊斯蘭黨、伊斯蘭青年黨的進襲。

## 索馬里戰事（2011年）
摘要：联邦军在首都和南部取得一些进展，南部省邦朱巴兰在在与极端武装的战斗中崛起，后来与联邦中央合并。
2月22-23日：首都地区爆发激战，86名联邦军阵亡，68名极端武装死亡。
26日，联邦军夺取Wardhumadle镇，打死25名极端武装。
3月5日，联军夺取Bulo Hawo镇，此时该镇已被极端武装占据多年。联军和极端武装各有50-60人死亡。
10日，摩加迪沙激战，联邦军和极端武装共计20人死亡。
13日，在Beledweyne的战斗中，几名联邦军和十几名极端武装死亡。
20日，极端武装在Dhobley镇损失惨重，死亡35人，联邦军阵亡3人。
28日，摩加迪沙激战，今年以来首都摩加迪沙已经多次发生激战，极端武装急于挽回他们在首都附近的颓势。58名联邦士兵和51名极端武装死亡。
4月1日，有17名联邦军和21名极端武装在首都的战斗中死亡。
3日，联邦军攻占Dhobley镇和Liboi镇，77名联邦士兵和44名极端武装死亡。
8日，非洲联盟援军在首都的战斗中大败极端武装，以6人的代价杀死45名极端武装。
27日，Gedo地区，联邦军在抵抗极端武装进攻的战斗中获胜，81名联邦军阵亡，165名极端武装被打死。
11月24日，索马里南部的Wamaitho，Kisima和Hawina相继爆发战斗，联军摧毁了两个极端武装的训练营，10名极端武装被打死，8名被打伤。
12月20日，联军攻克了Hosungow镇打死了包括一名指挥官在内的18名极端武装。

## 索馬里戰事（2012年）
联邦政府在西部，南部地区逐渐壮大。首都联邦军不断扩大地盘并打通了和西南部地区联邦军的交通线。

## 索馬里戰事（2013年）
首都联邦军打通了和中部地区联邦军的交通线，将极端武装分为三块。

## 相關作品
- 黑鷹墜落
- 摩加迪沙
- Delta Force: Black Hawk Down

## 外部連結
维基共享资源上的相關多媒體資源：索馬里內戰
索馬里內戰新聞報導
- Somalia in crisis （页面存档备份，存于） collection of articles on the BBC （英文）
- Somalia's Struggle for Stability （页面存档备份，存于） from The NewsHour with Jim Lehrer. （英文）
- The Somalia Affair （页面存档备份，存于） from CBC News （英文）
- Somalia - War situation since 1991 on France 24 Special Report on France 24 news channel （英文）
- from the Council on Foreign Relations （英文）